# Проба вибухової речовини
Проба вибухової речовини (проба ВР), (рос. проба ВВ, англ. test of explosives, нім. Sprengstoffprobe f) — спосіб дослідження вибухових речовин (ВР), який дозволяє визначити їх вибухові характеристики.
Розрізняють пробу ВР:
- на бризантність,
- на подрібнюваність ВР,
- на працездатність ВР (проба Трауцля).